# Сцепление (механика грунтов)
Сцепление — составляющая прочности на сдвиг породы, которая не зависит от трения между частицами. В теории сцепление, липкость не может быть отрицательной.
Истинное сцепление обусловлено:
1. Электростатические силы в жёстких переуплотненных глинах (которые могут быть потеряны в результате выветривания )
2. Литификация Fe2O3, CaCO3, NaCl и др.

Также может быть очевидная сплоченность. Это вызвано:
1. Отрицательное капиллярное давление (которое теряется при смачивании)
2. Реакция порового давления во время недренированной загрузки (которая теряется со временем)
3. Сплоченность корней (которая может быть потеряна из-за вырубки или пожара растений -участников или из-за раствора )

## Типичные значения сплоченности
Когезия (также называемая когезионной прочностью ) обычно измеряется на основе теории Мора-Кулона . Некоторые значения для горных пород и некоторых обычных почв перечислены в таблице ниже.
| Материал            | кПа           |
| ------------------- | ------------- |
| Камень              | 10,000        |
| Ил                  | 75            |
| Глина               | от 10 до 20   |
| Очень мягкая глина  | от 0 до 48    |
| Мягкая глина        | от 48 до 96   |
| Средняя глина       | от 96 до 192  |
| Жесткая глина       | от 192 до 384 |
| Очень жесткая глина | от 384 до 766 |
| Твердая глина       | > 766         |

Во время течения грунта в критическом состоянии недренированное сцепление является результатом эффективного напряжения и трения в критическом состоянии, а не химических связей между частицами грунта. Все, что делают мелкие глинистые минеральные частицы и химикаты при устойчивой пластической деформации мягкого грунта, — это вызывают всасывание поровой воды, которое можно измерить. Когда мы переформовываем мягкий грунт в классификационном тесте, его прочность равна [(всасывание) x (трение)], он остается пластичным пластичным материалом с постоянным «кажущимся сцеплением», в то время как он течет при постоянном объеме, потому что он находится при постоянном эффективном напряжении, трение в критическом состоянии постоянно. Механика критического состояния грунта анализирует несущую способность мягкой глины на влажной стороне критического состояния с точки зрения идеально пластичного материала с быстрым недренированным «кажущимся» сцеплением.